# Canto de Bereterretxe
Bereterretxen khantoria (lit. Canto de Bereterretxe) é uma balada folclórica basca escrita no dialeto Zubero. Foi preservado na tradição oral e foi registrado por Jean Salaberri pela primeira vez por escrito, no livro Chants populaires du Pays Basque (1870). A balada teria sido originada no século XV, e os especialistas situam os acontecimentos descritos no canto entre 1434-1449.

## Origem

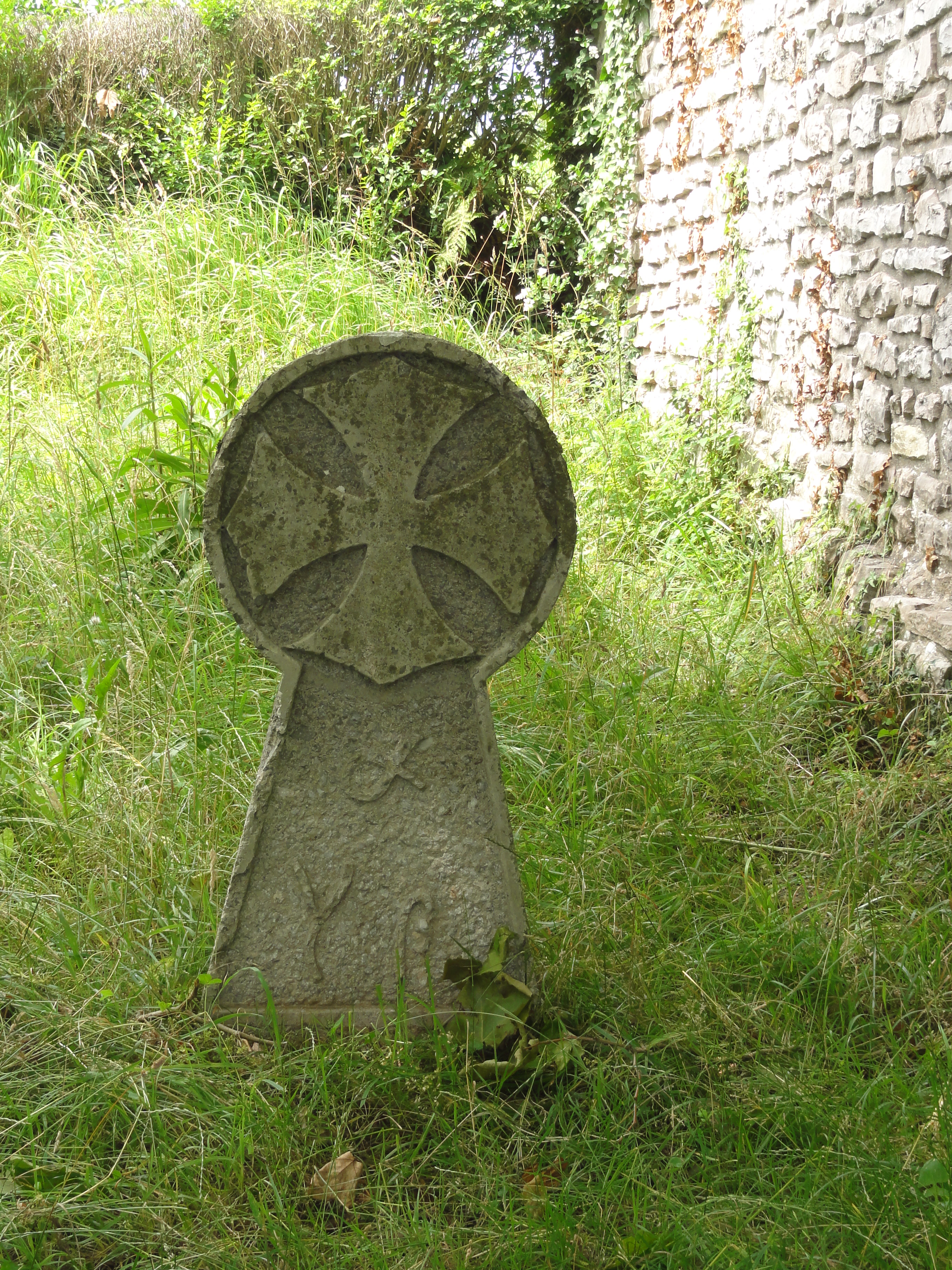
Uma antiga hilarri (lápide tradicional basca) lembra a morte de Bereterretxe, em frente à casa Ezpeldoi em Etxebar. Tem 60 cm de altura, 11 cm de espessura e 38-39 cm de diâmetro. Tem uma cruz de um lado e um homem do outro.

Existem várias hipóteses sobre a origem da música.
Segundo Salaberri em Chants populaires du Pays Basque, ele foi morto por ordem do conde de Iruri. De acordo com Salaberri, Bereterretxe matou o conde por fazer algo errado ou para obter o amor de Margarita de Ezpeldoi. Deve-se dizer que o primeiro conde de Iruri foi Arnaud Jean du Peyré do século XVII, capitão da guarda-costas do rei francês Luís XIII e que foi apresentado por Alexandre Dumas no livro Os Três Mosqueteiros.
O historiador Jean Jaurgain de Ozaz não concordava com esta hipótese. No livro Quelques légendes poétiques du pays de Soule (1899) ele menciona que a mãe de Beretxerretxe se chamava Marisanz de Bustanobi, nome muito comum na região de Zubero do século XV. Usando esses dados como argumento, ele conclui que a música deve ser do século XV. Segundo ele, o conde que aparece no canto era de Louis Beaumont, conde de Lerin. Ele foi governador de Maule e tenente do duque de Gloucester de 1434 em diante. Jaurgain, portanto, coloca o assassinato de Bereterretxe no contexto das guerras familiares. Por outro lado, Juan Carlos Gerra aponta que a variante recebida por Salaberri parecia velha, a estrutura da primeira estrofe é ainda mais, e menciona que seria contemporânea das canções de Aramaio, Arrasate e Sandailia. Ele concordou com Jaurgain que os eventos ocorreram entre 1434 e 1449.
Segundo Henri Gavel, como o tom do canto é semelhante ao canto gregoriano, Berreterretxe não poderia ter sido assassinado pelo conde de Iruri, que morava no castelo de Maule em 1634. Trata-se de um argumento muito fraco, pois a melodia da música gravada em determinado momento não ajuda a situar o acontecimento no tempo.

## O canto
A balada fala de uma morte violenta e trágica: por ordem de Luis Beaumont, líder da família Beaumond e conde de Lering, o cavaleiro agaramontiano Bereterretxe foi morto. A narrativa se passa, portanto, no período sangrento das batalhas das guerras familiares . Segundo Jaurgaine, a canção foi composta entre 1434 e 1449, já que o Conde de Leringo era nessa época senhor do castelo de Maule .
| Letra original | Basco unificado | Tradução literal |
| --- | --- | --- |
| Haltzak ez dü bihotzik, Ez gaztanberak hezürrik. Ez nian uste erraiten ziela aitunen semek gezurrik. Andozeko ibarra, Ala zer ibar lüzia! Hiruretan ebaki zaitan armarik gabe bihotza. Bereterretxek oheti Neskatuari eztiki: «Abil, eta so egin ezan gizonik denez ageri». Neskatuak ber'hala, Ikusi zian bezala Hiru dozena bazabiltzala borta batetik bestila. Bereterretxek leihoti Jaun Kuntiari goraintzi: Ehun behi bazereitzola, beren zezena ondoti. Jaun Kuntiak ber'hala, Traidore batek bezala: «Bereterrex, haigü bortala: ützüliren hiz berhala». «Ama, indazüt atorra Mentüraz sekulakoa! Bizi denak oroit ükenen dü Bazko gai-erdi ondua! Heltü nintzan Ligira, Buneta erori lürrera, Buneta erori lürrera eta eskurik ezin behera. Heltü nintzan Ezpeldoira, Han haritx bati esteki, Han haritx bati esteki eta bizia zeitan idoki. Marisantzen lasterra Bost mendietan behera! Bi belainez herrestan sartü da Lakarri-Büstanobila. «Büstanobi gaztia, Ene anaie maitia, Hitzaz onik ez balinbada, ene semea joan da». «Arreba, hago ixilik! Ez otoi egin nigarrik Hire semea bizi bada, Mauliala dün joanik. Marisantzen lasterra Jaun Kuntiaren bortala! «Ai, ei, eta, jauna, nun düzie ene seme galanta?» «Hik bahiena semerik Bereterretxez besterik? Ezpeldoi altian dün hilik; habil, eraikan bizirik...» Ezpeldoiko jenteak, Ala sendimentü gabeak! Hila hain hüllan üken-eta deüsere ez zakienak! Ezpeldoiko alaba Margarita deitzen da: Bereterretxen odoletik ahürka biltzen ari da. Ezpeldoiko bukata, Ala bukata ederra! Bereterretxen atorretarik hirur dozena ümen da. | Haltzak ez du bihotzik, Ez gaztanberak hezurrik. Ez nuen uste esaten zutela aitonen semeek gezurrik. Almandozeko ibarra Hara ze ibar luzea! Hirutan ebaki zidan armarik gabe bihotza Bereterretxek ohetik Neskameari eztiki: - Joan hadi, eta begira ezan gizonik ageri denetz Neskameak berehala, Ikusi zuen bezala Hiru dozena bazebiltzala ate batetik bestera Bereterretxek leihotik Jaun Kondeari goraintzi: Ehun behi bidaliko zizkiola, bere zezena ondotik. Jaun Kondeak berehala, Traidore batek bezala: «Bereterretx, hator atera: berehala itzuliko haiz». Ama, ekar iezadazu atorra Beharbada sekulakoa (azkena)! Bizi denak oroituko du Pazko gauerdi ondokoa. Heldu nintzen Ligira, Txapela erori lurrera, Txapela erori lurrera eta eskua ezin behera luzatu Heldu nintzen Ezpeldoira, Han haritz bati eseki, Han haritz bati eseki eta bizia kendu zidaten Mari Santzen lasterra Bost mendietan behera! bi belaunez arrastaka sartu da Lakarri-Büstanobira «Büztanobi gaztea, ene anaia maitea, Hirekin ondo ez baldin badago, nire semea joan da». «Arreba, egon hadi isilik Ez mesedez egin negarrik Hire semea bizi bada, Maulera dun joana. Mari Santzen lasterraldia Jaun Kondearen atera! «Ai, ei, eta, Jauna non daukazue nire seme galanta?» «Hik ba al huen semerik Bereterretxez besterik? Ezpeldoi aldean zegon hilik, jaso ezak bizirik». Ezpeldoiko jendeak, Hara, sentimendu gabeak! Hila hain hurbil izan eta, deus ere ez zekitenak! Ezpeldoiko alaba Margarita deitzen da: Bereterretxen odoletik esku bete biltzen ari da. Ezpeldoiko bokata, Hara bokata ederra! Bereterretxeren alkandoretatik hiru dozena omen dira. | Amieiro não tem coração, Sem ossos nas castanhas. Eu não achava que os filhos dos avós mentiam. Vale Almandoz Que vale comprido! Ele cortou meu coração três vezes sem uma arma Bereterretxe da cama Para a empregada: - Vá e veja se há algum homem Empregadas imediatamente, Como ele viu Havia três dúzias correndo de uma porta para outra Bereterretxe pela janela Honre o Senhor Conte: Que ele lhe enviaria cem vacas, atrás de seu touro. Senhores imediatamente, Como um traidor: "Bereterretxe, saia: ele já volta." Mãe, traga-me o forro Talvez o maior (último)! Todos os que viverem se lembrarão da meia-noite da Páscoa. Cheguei na Liga, O chapéu caiu no chão, O chapéu caiu no chão e a mão não conseguiu descer Cheguei em Espeldoir, Pendurado lá em um carvalho, Lá eles me enforcaram em um carvalho e tiraram minha vida Mari Santzen rápido Descendo as cinco montanhas! Ele rastejou de joelhos em Lakarri-Büstanobi "Jovem Büztanobi, meu querido irmão, Se não estiver bem para ele, meu filho se foi." "Irmã, fique quieta Por favor, não chore Se seu filho está vivo, ele foi para Maule. A corrida de Mari Santzen Sr. Conde sai! "Oh, não, e, Senhor, onde você tem meu galante filho?" "Ele tem um filho? Só de verdade? Ele estava morto do lado do Espeldo, vivo porque não o pegou." O povo do Espeldo, Olha, sem sentimentos! A morte estava tão próxima, e eles não sabiam de nada! A filha de Espeldoi Margarida chama-se: Ele está coletando um punhado de sangue de Bereterretxe. Um bocado de espelta, Um belo bocado! Dizem que são três dúzias de camisas de Bereterretxe. |

### Variações
Uma vez que há muito foi preservado na tradição oral, várias variantes diferentes foram registradas por escrito.
A primeira variação foi publicada por Salaberri no livro Chants populaires du Pays Basque, em 1870. Resurreccion Maria Azku coletou mais duas variações em Ligi e Santa Grazi, e as publicou no livro Cancionero Popular Vasco em 1923. Gavel publicou em 1924 na pesquisa Khantoria de Bereterretx, ele criou uma variante fictícia combinando as variantes coletadas em Santa Grazi, Iruri e Atharrat .
Além disso, Jon Miranda publicou uma estrofe desconhecida que ouviu de seu pai na EGAN em 1961.

## Temas
O tema principal da balada na imagem de Lakarra, Biguri e Urgell é a traição:
(...) parece que o assunto dessa balada, grosso modo, é a traição; de facto, o Conde quebra todas as regras de comportamento que um cavaleiro deve seguir na guerra: ataca o inimigo desarmado no escuro e com o predomínio da força, precisamente numa noite em que o uso de armas é duplamente proibido ("Tregua domini " e "Pax domini"). Ele também engana sua vítima para que saia de casa, sua única proteção. Essa violação da retidão é cumprida quando ele zomba da mãe derrotada, dirigindo-se a ela com desprezo.
Segundo Begoña Durruty, as metáforas do primeiro dístico revelam que a própria natureza do Lorde Conde é traiçoeira e falsa:
A madeira de amieiro é macia; não tem coração como o carvalho; Os carpinteiros sabem disso muito bem. Não tem força. O carvalho representa a força da velha tradição basca de dar uma promessa; Alders, por outro lado, é uma palavra falsa. A relação simbólica entre a castanha e o osso também é da mesma linha (...) a castanha é um símbolo da traiçoeira natureza macia; falta de osso, falta de nobreza ou patrimônio. Os filhos de Aito (ou filhos dos avós) são verbos, segundo os antigos costumes bascos; portanto, as palavras falsas do conde aumentam o insulto à confissão (. . . ) 
Lakarra, Biguri e Urgell acrescentam que o tema da vingança também é importante: Margarita leva o sangue de Bereterretxe nas mãos, por exemplo, e é mencionado o número de forros do "Ezpeldoi bukhata". Em suas palavras, o número de atorar pode ser comparado ao dos assassinos de Bereterretxe. Na mesma linha, Durruty diz que se referiria ao número de seguidores ou amigos de Bereterretxe.

## Influência e obras derivadas
O canto de Bereterretxe é conhecido em todo o País Basco e teve um impacto significativo na cultura basca.
No ano de1964, o músico Mikel Laboa adaptou uma versão do canto de Bereterretxe. Em 1990, o escritor Iñaki Mendiguren adaptou as primeiras palavras da balada , Haltza es es ervi, para dar nome ao seu primeiro romance. Em 1994, Itxaro Borda publicou o romance Bakean utzi arte, com a detetive Amaia Ezpeldoi como personagem principal, e desde então a detetive Ezpeldoi apareceu em vários romances e contos de Borda.
Em 2017, Begoña Durruty publicou uma adaptação em quadrinhos Bereterretxen kanthoria.